# Friedrich Cocron
Friedrich Cocron, dit Fritz Cocron, est un linguiste slovène, né le 15 décembre 1918 à Ljubljana en Slovénie et mort le 15 décembre 2010 à Albuquerque au Nouveau-Mexique.

## Biographie
Il était docteur ès lettres de l'Université de Paris depuis 1953. Il a rédigé une thèse en français sur les études slaves intitulée La Langue russe dans la seconde moitié du XVIIe siècle (morphologie). 
Il a été de 1954 à 1964 directeur de l'Institut autrichien de Paris, où se déroulaient régulièrement des soirées musicales organisées par la Société française Anton-Bruckner, dont il était membre. Il a ensuite poursuivi sa carrière à Varsovie de 1965 à 1975, puis à New York de 1975 à 1983. 
Il a pris sa retraite à Albuquerque au Nouveau-Mexique, où il est mort en 2010.

## Ouvrages
- La Langue russe dans la seconde moitié du XVIIe siècle (morphologie), Institut d'études slaves de l'Université de Paris, Paris, 1962, 278 pages[3].
- La Comédie d'Artaxerxès présentée en 1672 au Tsar Alexis, par Gregorii le Pasteur, texte allemand et texte russe publiés par André Mazon et Friedrich Cocron, Paris, Institut d'études slaves de l'Université de Paris, 1954.
- La Grammatica sclavonica de Ivan Uzhevych (en), manuscrit de la Bibliothèque Nationale de France, Fonds latin, numéro 7568 A, 1953.
- L'évolution de l'orthographe slovène moderne, 1953.